# باسینسک
باسینسک (به لاتین: Basinsk) یک منطقهٔ مسکونی در روسیه است که در استان آستراخان واقع شده‌است.